# Panamerikamesterskabet i håndbold 1996 (mænd)
Panamerikamesterskabet i håndbold 1996 for mænd var det 7. panamerikamesterskab i håndbold for mænd. Turneringen med deltagelse af otte hold blev arrangeret af PATHF, og den blev afviklet i Colorado Springs, USA i perioden 8. – 13. oktober 1996.
Mesterskabet blev vundet af de forsvarende mestre fra Cuba, som i finalen besejrede Argentina med 28-24 efter forlænget spilletid. Sejren var cubanernes syvende panamerikatitel for mænd i træk, og Cuba havde dermed vundet samlige panamerikatitler indtil da. Til gengæld var det første gang, at Argentina vandt medaljer i dette mesterskab. Bronzemedaljerne gik til værtslandet USA, som vandt 23-22 over Brasilien i bronzekampen. Det var tredje gang i træk, at USA blev nr. 3 ved panamerikamesterskabet for mænd. Cuba, Argentina og Brasilien kvalificerede sig derudover til VM 1997 i Japan.

## Slutrunde

### Indledende runde

#### Gruppe A
| Dato   | Kamp                   | Res.  | Pause |
| ------ | ---------------------- | ----- | ----- |
| 8.10.  | Brasilien – Costa Rica | 44–16 | 20-70 |
| 8.10.  | USA – Mexico           | 25–20 | 13-90 |
| 9.10.  | Brasilien – Mexico     | 34–14 | 17-60 |
| 9.10.  | USA – Costa Rica       | 28–17 | 14-60 |
| 10.10. | Mexico – Costa Rica    | 36–13 | 17-70 |
| 10.10. | USA – Brasilien        | 21–14 | 9-8   |

| Hold       | Kampe | Mål     | Point |
| ---------- | ----- | ------- | ----- |
| USA        | 3     | 74-51   | 6     |
| Brasilien  | 3     | 92-51   | 4     |
| Mexico     | 3     | 70-72   | 2     |
| Costa Rica | 3     | 046-108 | 0     |

#### Gruppe B
| Dato   | Kamp                    | Res.  | Pause |
| ------ | ----------------------- | ----- | ----- |
| 8.10.  | Cuba – Puerto Rico      | 44–16 | 20-70 |
| 8.10.  | Argentina – Canada      | 25–20 | 13-90 |
| 9.10.  | Argentina – Puerto Rico | 34–14 | 17-60 |
| 9.10.  | Cuba – Canada           | 28–17 | 14-60 |
| 10.10. | Canada – Puerto Rico    | 32–13 | 14-70 |
| 10.10. | Cuba – Argentina        | 23–16 | 9-7   |

| Hold        | Kampe | Mål     | Point |
| ----------- | ----- | ------- | ----- |
| Cuba        | 3     | 95-49   | 6     |
| Argentina   | 3     | 75-57   | 4     |
| Canada      | 3     | 69-66   | 2     |
| Puerto Rico | 3     | 043-110 | 0     |

### Semifinaler, bronzekamp og finale
| Dato        | Kamp             | Res.  | Pause |
| ----------- | ---------------- | ----- | ----- |
| Semifinaler |                  |       |       |
| 12.10.      | Argentina – USA  | 20–15 | 10-60 |
| 12.10.      | Cuba – Brasilien | 21–18 | 14-10 |
| Bronzekamp  |                  |       |       |
| 13.10.      | USA – Brasilien  | 23–22 | 11-12 |
| Finale      |                  |       |       |
| 13.10.      | Cuba – Argentina | 28–24 | 9-9   |

| Samlet rangering | Samlet rangering |
| ---------------- | ---------------- |
| Guld             | Cuba             |
| Sølv             | Argentina        |
| Bronze           | USA              |
| 4.               | Brasilien        |

### Placeringskampe
| Dato               | Kamp                     | Res.  | Pause |
| ------------------ | ------------------------ | ----- | ----- |
| Semifinaler        |                          |       |       |
| 12.10.             | Mexico – Puerto Rico     | 28–26 | 14-90 |
| 12.10.             | Canada – Costa Rica      | 30–13 | 14-50 |
| Kamp om 7.-pladsen |                          |       |       |
| 13.10.             | Puerto Rico – Costa Rica | 21–20 | 11-50 |
| Kamp om 5.-pladsen |                          |       |       |
| 13.10.             | Canada – Mexico          | 26–19 | 12-40 |

| Samlet rangering | Samlet rangering |
| ---------------- | ---------------- |
| 5.               | Canada           |
| 6.               | Mexico           |
| 7.               | Puerto Rico      |
| 8.               | Costa Rica       |

### VM-kvalifikation
PATHF rådede over tre pladser ved VM-slutrunden i 1997, og de tre pladser gik til Cuba, Argentina og Brasilien, som dermed kvalificerede sig til VM-slutrunden i Japan.